# Ingvar Kjellson
Ingvar Kjellson (20 de mayo de 1923 - 18 de diciembre de 2014) fue un actor y director de nacionalidad sueca. 
Actor versátil, fue conocido por su trabajo en la serie televisiva Hedebyborna, y por su participación en la obra Rut och Ragnar, que representó en el Stadsteater de Estocolmo en el año 2010 junto a su esposa. Estuvo activo hasta los 90 años de edad.

## Biografía
Su nombre completo era Anders Ingvar Kjell Kjellson, y nació en la Parroquia de Kärna, en el Municipio de Linköping (Suecia), siendo su padre Henry Kjellson, primer ingeniero sueco de aviación, además de campeón de tiro con arco, y su madre Tina Kjellson, también tiradora con arco.
Tras estudiar en la escuela Östra Real y trabajar en la asociación teatral de la escuela secundaria Edda, Kjellson se formó en la escuela de teatro de Gösta Terserus y, a partir de 1946, en la escuela del Teatro Dramaten. Entre 1946 y 2012 interpretó 148 papeles en el Dramaten, entre ellos los de Peachum en La ópera de los tres centavos (1969), Martin en la pieza de Lars Norén Natten är dagens mor (1983), Orgón en Tartufo (1991), y Ström en Markurells i Wadköping (1999). En el año 1985 fue director interino del Dramaten tras renunciar Lasse Pöysti al puesto. También trabajó para el Stadsteater de Upsala entre 1951 y 1957, y para el Stadsteater de Estocolmo entre 1960 y 1964.
Kjellson formó parte de la primera generación de actores que formaron parte de la compañía permanente del teatro televisado. Uno de sus actores más habituales, Kjellson hizo entre 1958 y 1962 más de 30 papeles, a menudo cómicos. Uno de sus papeles televisivos más recordados fue el de Mon Cousin en la serie Hedebyborna (1978). Fue también actor de voz, doblando en producciones como Robin Hood, Los Aristogatos y Resan till Melonia, entre otras.
En diciembre de 2009 estrenó el texto monólogo de Samuel Beckett, Ur ett övergivet arbete, de una hora de duración y dirigido por Karl Dunér en el Stadsteater de Helsingborg y en el Dramaten. Trabajó con Karl Dunér en varias producciones, entre ellas Ubú rey (2008) y Till Damaskus (2012) en el Dramaten. En el año 2010 actuó con su esposa, Meta Velander, en la obra de Kristina Lugn Rut och Ragnar. Actuó por última vez en 2013, en la pieza de Antón Chéjov El jardín de los cerezos, un papel que ya había desempeñado en 1961 en el Stadsteater de Estocolmo.
Entre los años 1971 y 1993 Kjellson dirigió 14 obras teatrales representadas en el Dramaten, siendo la primera de ellas la pieza de Birger Norman Sol, vad vill du mig?.
Ingvar Kjellson falleció en Djursholm, Suecia, en el año 2014, a causa de una neumonía. Fue enterrado en el cementerio de dicha ciudad. Se había casado el 22 de junio de 1949 con la actriz Meta Velander (nacida en 1924), a la que había conocido en la escuela secundaria. Tuvieron una hija, Annika, nacida en 1953, y un hijo nacido en enero de 1956.

## Premios
- 1954 : Thaliapris otorgado por la publicación Svenska Dagbladets
- 1961 : Beca Gösta Ekman
- 1978 : Premio O'Neill
- 1983 : Premio Litteris et artibus
- 1988 : Premio de la Academia Sueca de Teatro
- 2011 : Medalla de oro del Sindicato Teaterförbundet

## Filmografía (selección)

### Cine
- 1945 : Tre söner gick till flyget
- 1945 : Blåjackor
- 1946 : Klockorna i Gamla Sta'n
- 1954 : Gula divisionen
- 1954 : Karin Månsdotter
- 1954 : I rök och dans
- 1954 : Taxi 13
- 1955 : Mord, lilla vän
- 1955 : Flickan i regnet
- 1956 : Ratataa
- 1956 : Sången om den eldröda blomman
- 1956 : Swing it, fröken
- 1957 : Prästen i Uddarbo
- 1958 : Jazzgossen
- 1959 : La bella durmiente
- 1961 : Pärlemor
- 1962 : En nolla för mycket
- 1963 : The Sword in the Stone
- 1963 : Kurragömma
- 1964 : Wild West Story
- 1966 : Heja Roland!
- 1968 : Het snö
- 1968 : Skammen
- 1968 : Svarta palmkronor
- 1969 : Bokhandlaren som slutade bada
- 1970 : Los Aristogatos
- 1970 : Grisjakten
- 1973 : Robin Hood
- 1974 : Vita nejlikan eller Den barmhärtige sybariten
- 1975 : Flåklypa Grand Prix
- 1977 : Måndagarna med Fanny
- 1980 : Marmeladupproret
- 1980 : Sverige åt svenskarna
- 1982 : Ingenjör Andrées luftfärd
- 1983 : Raskenstam
- 1985 : Svindlande affärer
- 1989 : Resan till Melonia
- 1991 : Den ofrivillige golfaren
- 1994 : Zorn
- 2012 : Dom över död man

### Televisión
- 1964 : Henrik IV
- 1965 : En historia till fredag
- 1968 : Bombi Bitt och jag
- 1974 : Engeln
- 1977 : Ärliga blå ögon
- 1978 : Hedebyborna
- 1979 : Resan till San Michele
- 1979 : En handelsresandes död
- 1980 : Och skeppets namn var Gigantic
- 1980 : Sinkadus
- 1982 : Amédée
- 1983 : Farmor och vår Herre
- 1985 : August Strindberg: Ett liv
- 1985 : Dilleduo
- 1986 : Gösta Berlings saga
- 1987 : Damorkestern
- 1993 : Morsarvet
- 2009 : Hotell Kantarell

## Teatro (selección)

### Director
- 1971 : Sol, vad vill du mig?, de Birger Norman, Dramaten
- 1971 : Lycko-Pers resa, de August Strindberg, Dramaten
- 1972 : Dr Burkes egendomliga eftermiddag, de Ladislav Smocek, Dramaten
- 1973 : Spel i pupill, de Fritz Sjöström, Dramaten
- 1986 : Tilltal, de Jane Martin, Dramaten
- 1986 : Damorkestern, de Jean Anouilh, Dramaten
- 1989 : En kväll i det nya Stockholm, de Caj Lundgren, Dramaten

## Radioteatro
- 1963 : Trivselmyra story, de Lars Björkman, dirección de Hans Lagerkvist[18]